# آنیر لا ژیرو
آنیر لا ژیرو (به فرانسوی: Asnières-la-Giraud) یک کمون در فرانسه است که در شرانت-ماریتیم واقع شده‌است. آنیر لا ژیرو ۱۸٫۶۴ کیلومتر مربع مساحت دارد ۴۹ متر بالاتر از سطح دریا واقع شده‌است.